# Nurczyk
Nurczyk [ˈnurt͡ʂɨk] est un village polonais de la gmina de Nurzec-Stacja dans le powiat de Siemiatycze et dans la voïvodie de Podlachie. Il se situe à environ 5 kilomètres à l'est de Nurzec-Stacja, à 20 kilomètres à l'est de Siemiatycze et à 73 kilomètres au sud de Białystok. 
Le village compte approximativement 100 habitants.